# 風のソルフェ
「風のソルフェ」（かぜのソルフェ）は、ChouChoの楽曲。2018年12月25日に配信限定シングルとして各種音楽配信サービスにて配信が開始された。

## 概要
シングルとしては「オレンジ色」以来1か月半ぶりのリリースとなり、配信限定シングルとしては「Everlasting」以来、約2年6か月半ぶりのリリースとなる。
テレビアニメ『ツルネ -風舞高校弓道部-』第10話の挿入歌として使用されており、同アニメのタイアップ曲としては前作「オレンジ色」に続いて2作連続となる。元々、エンディングテーマとして書き下ろしたが、最終的に「オレンジ色」が採用されたため、挿入歌として使われることになった。

## 批評
音楽評論家の河瀬タツヤは、「『ツルネ ―風舞高校弓道部―』第10話の歩道橋のシーンで流れる、鳴宮湊と竹早静弥の友情に寄り添ったナンバー。美しさすら感じるピアノの旋律、優しさと切なさが折り重なった柔らかな歌声、2番サビからラスサビにかけてのドラマチックな展開など、シーンのドラマ性と相まって、聴いている我々の心を掴んで離さない。」と評した。

## シングル収録内容
| #  | タイトル         | 作詞・作曲 | 編曲    | 時間 |
| -- | ---------------- | ---------- | ------- | ---- |
| 1. | 「風のソルフェ」 | ChouCho    | 村山☆潤 | 4:54 |

## 収録アルバム
| 曲名         | 収録アルバム                                       | 発売日        | 備考 |
| ------------ | -------------------------------------------------- | ------------- | ---- |
| 風のソルフェ | ツルネ -風舞高校弓道部- オリジナルサウンドトラック | 2019年1月16日 |      |
| 風のソルフェ | ChouCho the BEST                                   | 2021年12月8日 |      |